# Hoy

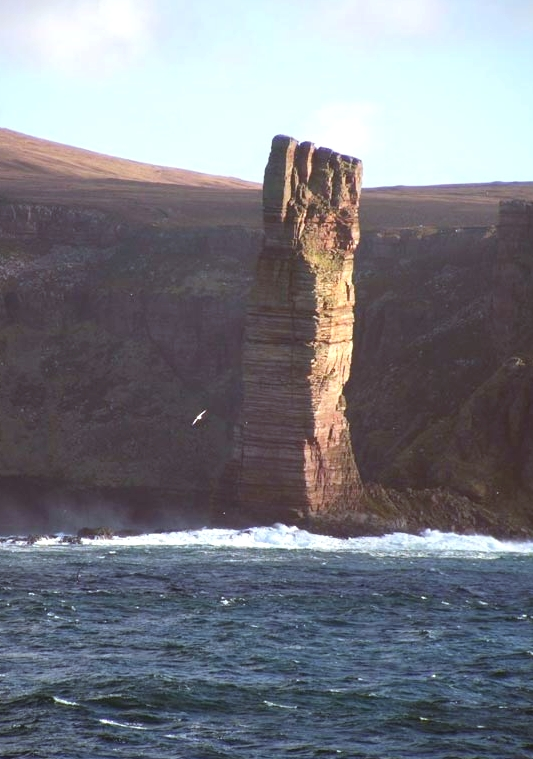
The Old Man of Hoy

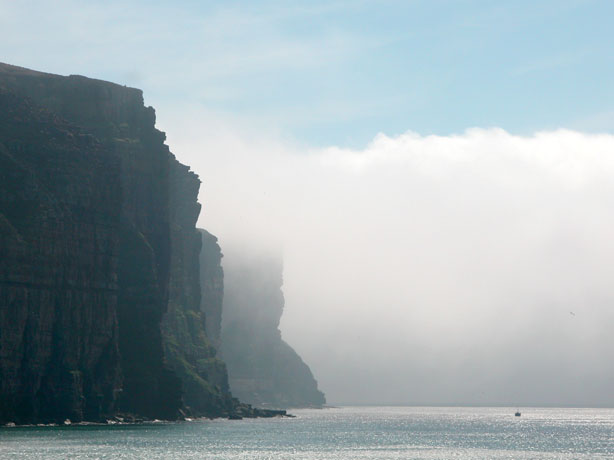
klify na zachodnim wybrzeżu

Hoy (ze staronordyckiego Háey co oznacza wysoka wyspa) – druga co do wielkości wyspa archipelagu Orkadów o obszarze 142 km². Mieszka na niej tylko ok. 270 stałych mieszkańców.
Na wyspie znajduje się najwyższy punkt Orkadów – wzgórze Ward Hill. Charakterystycznym miejscem wyspy jest znana, wysoka na 137 m n.p.m., piaskowcowa kolumna – „Old Man of Hoy”, poza tym całe wybrzeże wyspy jest stromym urwiskiem. Prom płynący ze Szkocji na Orkady specjalnie zmienia kurs aby możliwie najbliżej przepłynąć koło skalnej iglicy. Prom płynie ok. 2 godzin i kosztuje ok. 140 funtów (samochód+dwie osoby).
Według nordyckiej mitologii wyspa Hoy jest miejscem niekończącej się walki pomiędzy Hedinem a Högninem.